# Чаманін-Кольонія
Чаманін-Кольонія (пол. Czamanin-Kolonia) — село в Польщі, у гміні Топулька Радзейовського повіту Куявсько-Поморського воєводства.
Населення — 190 осіб (2011).
У 1975-1998 роках село належало до Влоцлавського воєводства.

## Демографія
Демографічна структура станом на 31 березня 2011 року:
|          | Загалом | Допрацездатний вік | Працездатний вік | Постпрацездатний вік |
| -------- | ------- | ------------------ | ---------------- | -------------------- |
| Чоловіки | 102     | 26                 | 68               | 8                    |
| Жінки    | 88      | 12                 | 50               | 26                   |
| Разом    | 190     | 38                 | 118              | 34                   |